# Badalona
 Ovo je glavno značenje pojma Badalona. Za druga značenja pogledajte Badalona (razdvojba).
Badalona (lat. Baetulo) je katalonski grad. Službeno se nalazi u okrugu Barcelonès blizu grada Barcelone. Grad je sagrađen na lijevoj obali rijeke Besòs kod njena ušća u Sredozemno more.
U Badaloni se nalazi stanica RENFE E1 prigradske željeznice koja vodi od L'Hospitalet de Llobregat do Maçanet-Massanes. U gradu je također i mala luka namijenjena uglavnom ribarenju i brodogradnji. U gradu se nalazi kemijska i mineralna industrija, te pogoni za proizvodnju vunenih i pamučnih proizvoda, stakla, slatkiša, šećera i viskija, dok se u gradskoj okolici nalaze vinogradi i voćnjaci. Badalona sačinjava važan dio industrijskog izvoza Barcelone, te je ustvari industrijsko predgrađe.